# Музей пряників
Музей пряників (англ. Museum of Gingerbread) — музей у середньовічному старому місті Торунь, Польща, який відомий своїми пряниками. Відвідувачі беруть участь в інтерактивному шоу, під час якого їх навчають виготовляти традиційні пряники. Шоу складається з двох частин — першим відвідувачам показують, як готували тісто в середньовіччі. Приготувавши тісто, кожен охочий випікає власний пряник, використовуючи традиційні форми для випікання. Протягом усього дійства відвідувачів супроводжують майстер пекарні, прянична чарівниця та ремісники.
Музей розташований на вулиці Рабянська, 9, у зерносховищі початку 19 століття, і відвідувачі також беруть участь у виробництві борошна на жорнах. Музей є частиною пряничної традиції, яка досі живе в місті.